# Amphilophus altifrons
Amphilophus altifrons es una especie de peces de la familia Cichlidae en el orden de los Perciformes.

## Morfología
Los machos pueden llegar alcanzar los 13 cm de longitud total.

## Distribución geográfica
Se encuentra en la América Central: desde el río Térraba (Costa Rica) hasta el río Chiriqui (Panamá ).  